# Cinais
Cinais település Franciaországban, Indre-et-Loire megyében. Lakosainak száma 378 fő (2022. január 1.). Cinais Beaumont-en-Véron, Chinon, La Roche-Clermault, Seuilly és Thizay községekkel határos.

## Népesség
A település népességének változása:
| Lakosok száma | 315  | 405  | 430  | 438  | 438  | 426  | 423  | 398  | 386  | 378  |
|               | 1968 | 1982 | 1990 | 2006 | 2013 | 2015 | 2017 | 2019 | 2020 | 2022 |